# Gunniopsis calva
Gunniopsis calva är en isörtsväxtart som beskrevs av R.J. Chinnock. Gunniopsis calva ingår i släktet Gunniopsis och familjen isörtsväxter. Inga underarter finns listade i Catalogue of Life.